# مانگرو (فیلم ۲۰۲۰)
مانگرو (به انگلیسی: Mangrove) فیلم درام تاریخی به کارگردانی استیو مک کوئین و نویسندگی مشترک مک کوئین و آلاستر سیدونز در سال ۲۰۲۰ است، داستان فیلک که از مجموعه در مورد رستوران مانگرو در غرب لندن و دادگاه مانگرو ناین در سال ۱۹۷۱ می‌باشد. بازیگران این فیلم لتیشیا رایت، مَـلکای کربی، شائون پارکز، روچندا سندال و ناتانیل مارتلو وایت هستند. این فیلم به عنوان بخشی از مجموعه گلچین اسمال اکس ۱۵ نوامبر ۲۰۲۰ در بی‌بی‌سی وان و ۲۰ نوامبر ۲۰۲۰ در سرویس ویدئویی آمازون منتشر شد. مانگرو اولین بار این فیلم به عنوان فیلم افتتاحیه در پنجاه و هشتمین جشنواره فیلم نیویورک در ۲۴ سپتامبر ۲۰۲۰ به نمایش درآمد.

## انتشار
این فیلم در کنار عاشقان راک برایجشنواره کن ۲۰۲۰ انتخاب شد، اما به دلیل دنیاگیری کووید ۱۹ جشنواره لغو شد. بعداً در جشنواره فیلم نیویورک ۲۰۲۰ به نمایش درآمد که به صورت مجازی در کنار عاشقان راک و قرمز، سفید و آبی به نمایش درآمد. این فیلم افتتاحیه در ۶۴ امین جشنواره فیلم لندن در ۷ اکتبر ۲۰۲۰ بود. اولین بار در بی‌بی‌سی یک در انگلستان در ۱۵ نوامبر سال ۲۰۲۰ در دسترس قرار گرفت، و آمازون پخش جهانی آن را ۲۰ نوامبر آغاز کرد.